# Przełęcz Rolnickiego
Przełęcz Rolnickiego (ang. Rolnicki Pass) – przełęcz na Wyspie Króla Jerzego, w północnej części Półwyspu Kellera, pomiędzy Szczytem Tokarskiego a Górą Birkenmajera, prowadzi od Lodowca Domeyki na zachodzie do lodowca Stenhouse Glacier na wschodzie.
Nazwana na cześć polskiego inżyniera Krzysztofa Rolnickiego, członka III. Wyprawy Antarktycznej na Stację Arctowskiego latem 1978/1979 roku.